# Lopaš (Trstenik)
Pour les articles homonymes, voir Lopaš.
Lopaš (en serbe cyrillique : Лопаш) est un village de Serbie situé dans la municipalité de Trstenik, district de Rasina. Au recensement de 2011, il comptait 682 habitants.

## Démographie

### Évolution historique de la population
| 1948  | 1953  | 1961 | 1971 | 1981 | 1991 | 2002 | 2011 |
| ----- | ----- | ---- | ---- | ---- | ---- | ---- | ---- |
| 1 035 | 1 011 | 960  | 990  | 961  | 903  | 800  | 682  |

|  |